# Gmina zbiorowa Flotwedel
Gmina zbiorowa Flotwedel (niem. Samtgemeinde Flotwedel) – gmina zbiorowa położona w niemieckim kraju związkowym Dolna Saksonia, w powiecie Celle. Siedziba administracji gminy zbiorowej znajduje się w miejscowości Wienhausen.

## Podział administracyjny
Do gminy zbiorowej Flotwedel należą cztery gminy:
1. Bröckel
2. Eicklingen
3. Langlingen
4. Wienhausen